# Santa Maria della Scala (Siena)

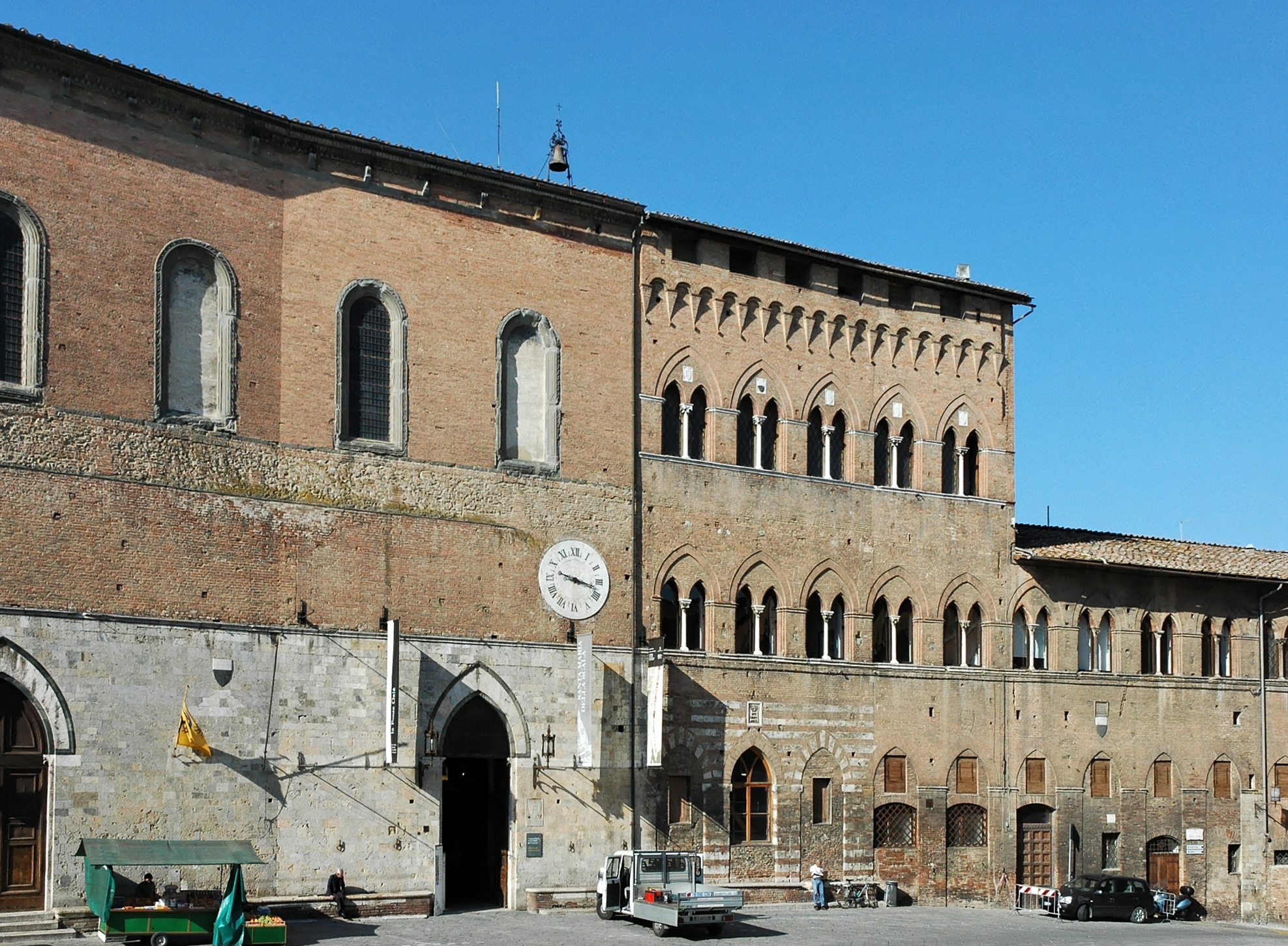
Fassade des Gebäudekomplexes an der Piazza del Duomo

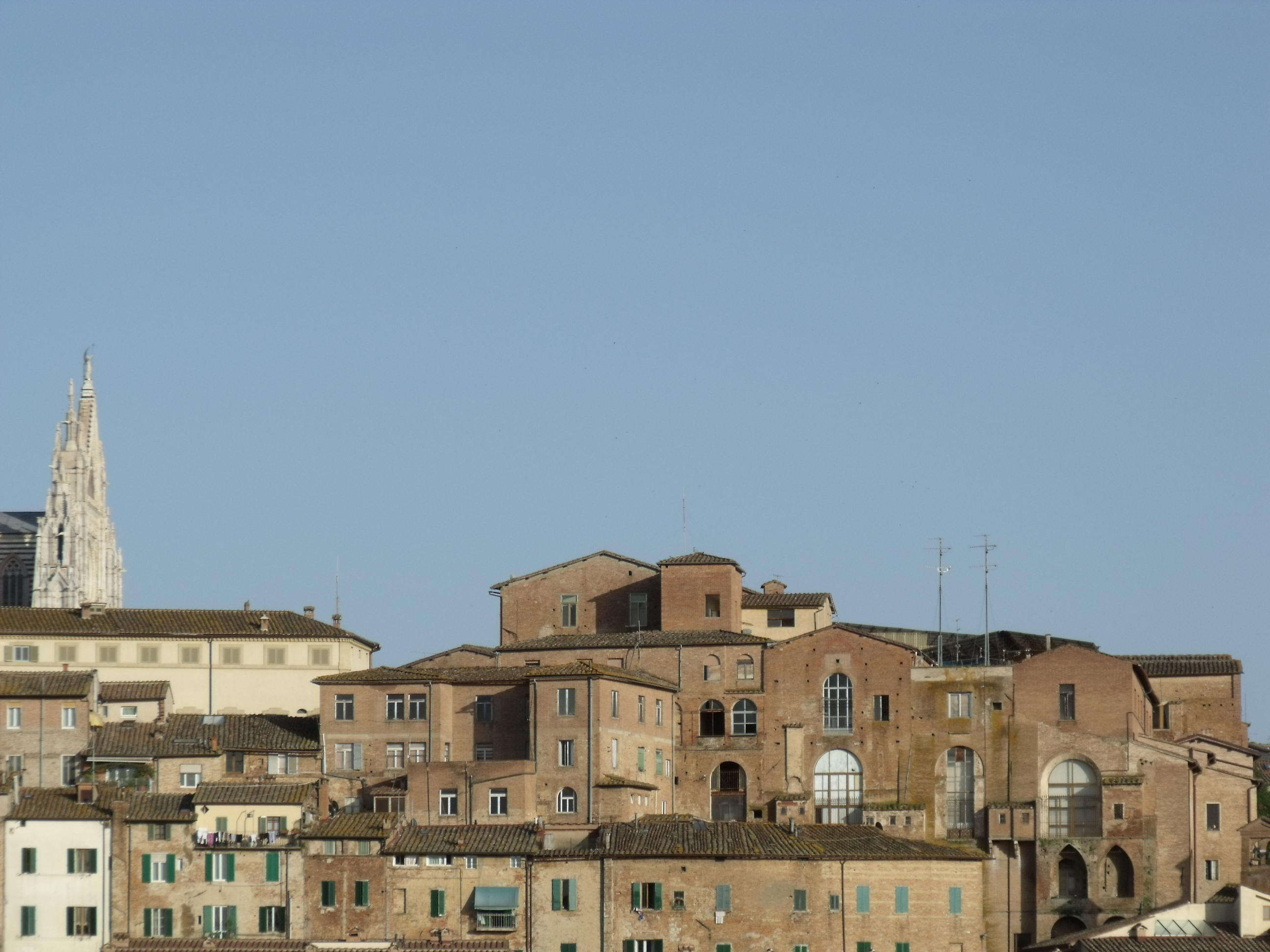
Santa Maria della Scala, vom Ortsteil San Prospero aus gesehen (Westseite), links die Fassade des Doms

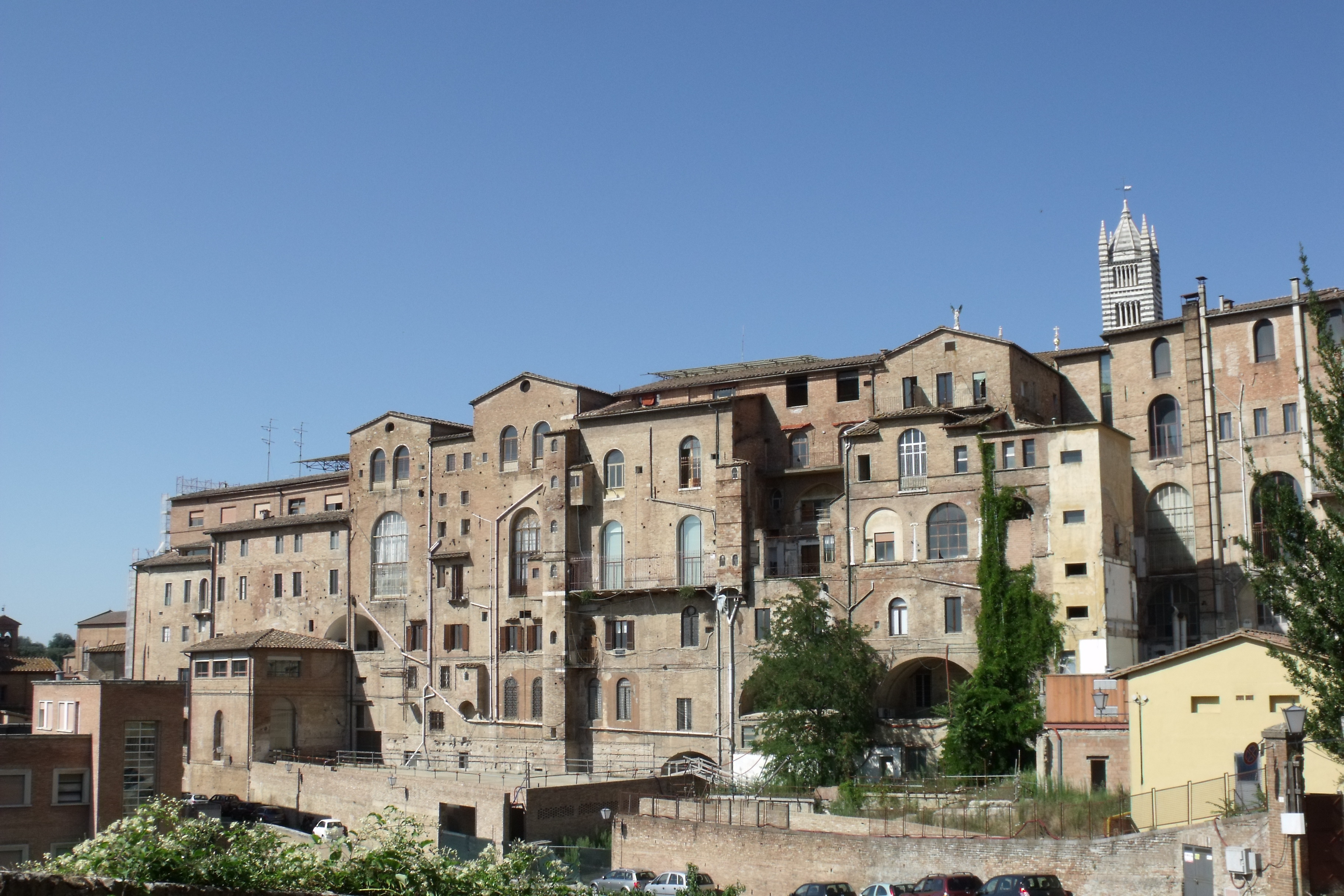
Rückseite des Gebäudes, im Hintergrund der Campanile des Doms

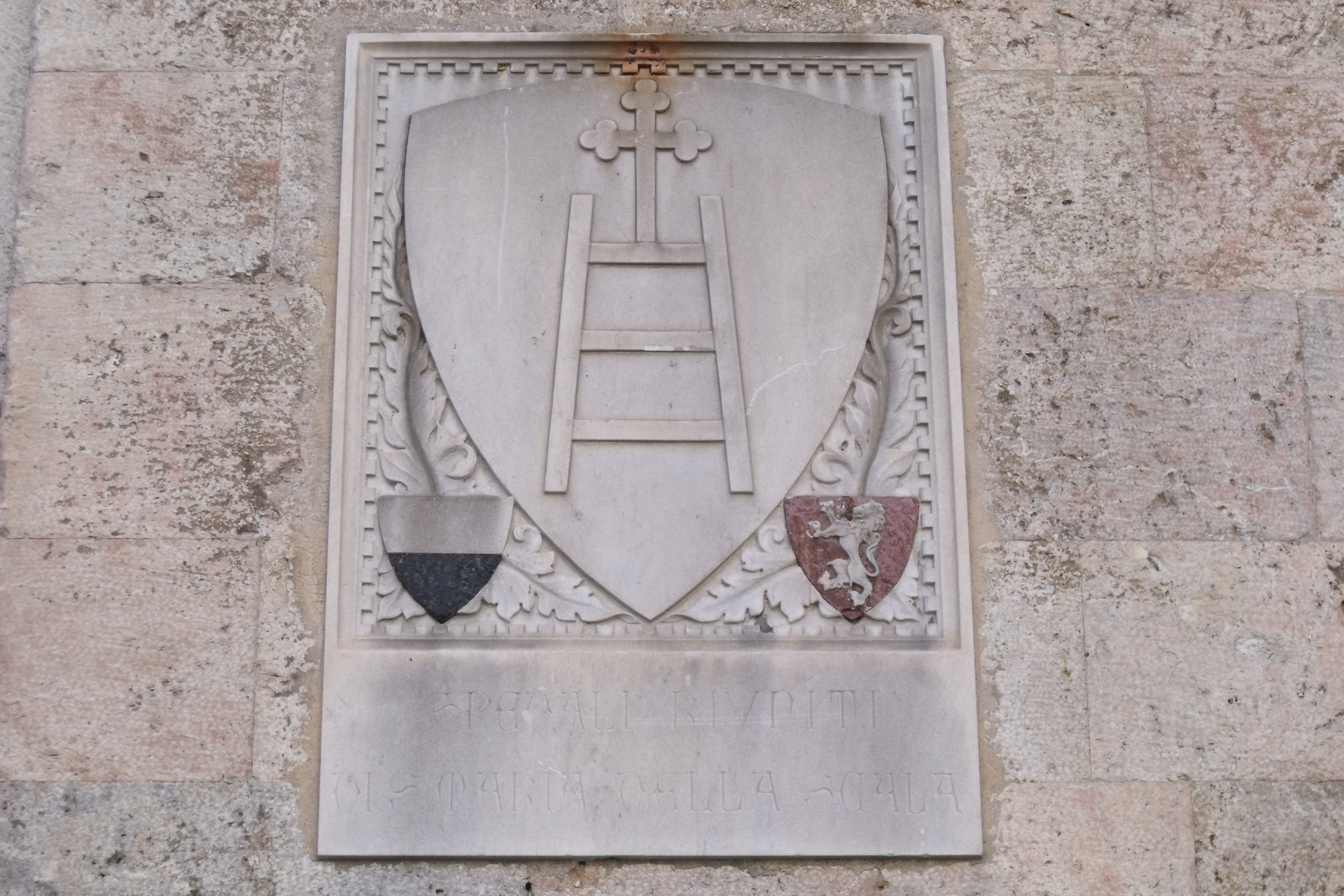
Wappen von Santa Maria della Scala am Hauptportal, links unten das Stadtwappen von Siena (Balzana), rechts unten der Löwe der Provinz Siena

Santa Maria della Scala ist ein ehemaliges Hospital (Ospedale di Santa Maria della Scala), Hospitium, Waisenhaus, Xenodochium, eine ehemalige Pilgerherberge und heutiger Museumskomplex (Complesso museale di Santa Maria della Scala) in Siena. Das Gebäude enthält wertvolle Biforen, Fresken, Lünetten, Reliefe, Säulenjoche, Skulpturen und Leinwandgemälde bedeutender Künstler seit dem 11. Jahrhundert und hat eine mehr als tausendjährige Geschichte.

## Geografie
Der Haupteingang liegt an der Piazza del Duomo (Domplatz) gegenüber dem Dom von Siena. Der Gebäudekomplex selbst mit seinen fast 350.000 m3 liegt im ältesten Stadtdrittel von Siena im Terzo di Città und verteilt sich dabei über die Contraden Adler (Aquila) und Wald (Selva). Linksseitig der Fassade grenzt das Gebäude mit dem Palazzo Squarcialupi an die Via del Capitano, rechtsseitig mit der Casa del Camerlengo an die Via dei Fusari und rückseitig an die Via del Fosso di Sant’Ansano.

## Geschichte

### Legende und Frühgeschichte
Einer Legende nach entstand das Hospital durch einen Schuhmacher (calzolaio) namens Sorore bzw. Beato Sorore, der sein Haus den Pilgern und Kranken zur Verfügung stellte. Er soll 832 geboren und 898 gestorben sein. Seine Mutter soll am Tag vor seiner Geburt einen Traum (sogno della madre di Sorore) gehabt haben, in dem ihr Sohn eine Leiter zum Himmel ersteigt. Damit wurde die Herkunft des Namens erklärt. Die Herkunft des Namens Sorore ist unbekannt, scheint aber schon um 1440 gebräuchlich gewesen zu sein. Bei Ausgrabungen 1492 wurde eine gut erhaltene Leiche gefunden und dem Sorore zugeschrieben. Die Legende mit Lebensdaten und Lebensumständen dagegen scheint durch den dominikanischen Ordensbruder Gregorio Lombardelli entstanden zu sein, der 1585 seinen Text La vita del beato Sorore da Siena, fondator del grande ospedale di Santa Maria della Scala mit der (wahrscheinlich erfundenen) Legende veröffentlichte.
Erste Arbeiten an dem Gebäudekomplex fingen im 9. Jahrhundert durch Seneser Kanoniker an. Erstmals schriftlich erwähnt wurde das Gebäude am 29. März 1090 in einem Pergament, in dem ein Ehepaar einige Grundstücke dem Rektor Alberico vermachte. Zuerst wurde es als Hospiz benutzt, doch bereits im 10. Jahrhundert zudem als Hospital. Zu dieser Zeit gehörten zum Gebäude das Atrio und der erste Pellegrinaio (heutige Chiesa dell’Ospedale). Der Name des Gebäudes bezieht sich im ersten Teil (Santa Maria) auf den der Santa Maria Assunta geweihten Dom, der zweite Teil (della Scala) auf die zum Dom führende Treppe vor der Hauptfassade des Gebäudes. Hierbei ist nicht gesichert, ob sich die Leiter im Wappen auf den Traum der Mutter des Sorore oder auf den Dom bezieht. Die ersten Privilegien erhielt das Ospedale durch Papst Coelestin III. am 15. und 17. Juni 1194. Dadurch entfernte sich das Hospital nach zehnjährigem Streit von den Kanonikern und wandte sich einer selbstbestimmten, laizistischen Richtung zu. Erster Rektor wurde 1295 Incontrato degli Incontrati, der am 26. August des gleichen Jahres Gebietsankäufe bei Vallepiata (Piazza della Selva) tätigte. Diese setzten sich in den Amtszeiten von Cacciaconte di Berengario (1218–1243) und Ranieri di Stefano di Caccianieve (1243–1262) weiter fort. Der erste Friedhof des Hospitals (1215 dokumentiert) war der Raum zwischen dem Haupteingang und dem im Bau befindlichen Dom, der heutige Domplatz. Nach der Fertigstellung des Doms und der Domtreppe wurde der Platz im 13. Jahrhundert gepflastert und von der Stadt Siena als Ort der Repräsentation genutzt. 1250 wurde der erste Pellegrinaio in die (erste) Chiesa dell’Ospedale umgebaut. Als neuer (zweiter) Pilgersaal wurden die Säle Sant’Ansano und San Galgano dem Gebäudekomplex angefügt. Beide waren vorher eigenständige Häuser. Rechtsseitig der Fassade wurde 1290 der Palazzo del Rettore (Rektorenpalast) unter dem Rektor Orlando di Guglielmo da Chiusure (1286–1294 im Amt) und linksseitig 1298 die Casa delle Balìe (Ammenhaus) durch den Rektor Ristoro di Giunta Menghi in den Komplex eingegliedert.

### Statuten und Expansion (Mittelalter)
Erste schriftliche Regeln entstanden in den 1280er Jahren, betrafen aber zumeist Regeln, die das Zusammenleben und Verhalten im Orden definierten. Die ersten schriftlichen Statuten gaben sich die Ordensbrüder um 1299. Das Werk Ordo seu religio fratum hospitalis beate Marie virginis gloriose ante gradus maioris ecclesie Senesis in lateinischer Sprache entstand, um sich vor einer Einflussnahme der Republik Siena zu schützen. Die Regierung der Neun (Neunerrat, auch Governo dei nove) von Siena hatte schon 1295 begonnen, den Orden zur Buchhaltung und Rechenschaft gegenüber der Biccherna (eine Art Finanzamt und/oder Registratur) zu verpflichten. Im Mai 1305 wurden dann die Statuten in Volgare und in Latein veröffentlicht. Die in Volgare geschriebenen Statuten (Statuto dell’ospedale di Santa Maria Vergine di Siena dell’anno MCCCV) gehören damit zu den ersten Statuten in dieser Sprache (nach dem Breve di Montieri [1219], aber noch vor den Statuten der Stadt Siena, die erst 1310 in Volgare erschienen). Die Statuten von 1305, an denen auch Augustinus Novellus mitwirkte, definierten erstmals schriftlich die Rollen des Schatzmeisters (Camerlengo), des Notars und des Schriftführers. 1309 und 1318 wurden die Statuten erneuert und erweitert. Die Statuten von 1318 legten dem Rektor auf, vor Amtsannahme seinen gesamten Besitz der Gemeinschaft zu vermachen. Zudem wird erstmals die Institution des Speziale (Apotheker) erwähnt. Von 1305 bis 1404 wurden die Rektoren von Santa Maria della Scala von der Bruderschaft gewählt, danach von der Stadt Siena benannt. Dies erforderte ein Mindestalter von vierzig Jahren, die Amtszeit war bis zum Lebensende. Rektor war von 1404 bis 1410 Paolo di Paolo Serfucci, ihm folgte Carlo di Angiolino Bartoli (* ?; † 12. September 1444). Einfluss auf die Ernennung der Rektoren hatte aber schon vor 1404 die politische Situation in der Stadt. So wurde im Juni 1357 der dem Neunerrat (bis 1355 an der Regierung) nahestehende Rektor Cione di Mino Montanini kritisch gesehen und durch den dem Zwölferrat bequemeren Andrea Tori ersetzt.
Ab dem Ende des 13. Jahrhunderts expandierte das Hospital sowohl außerhalb wie auch innerhalb des eigenen Territoriums. Außerhalb, im Umland von Siena, entstanden sogenannte Grancie, befestigte Lagerhäuser, um den Bewohnern eine autonome Nahrungsversorgung sowie finanzielle Einnahmen zu verschaffen. Innerhalb begannen erhebliche Aus- und Umbaumaßnahmen am Gebäude, die in den 1330er Jahren den heutigen Pellegrinaio entstehen ließen. Die Hauptfassade mit den Biforen wurde im 13. Jahrhundert begonnen und 1335 von Ambrogio und Pietro Lorenzetti sowie Simone Martini mit Fresken verziert (Storie della Vergine, heute nicht mehr sichtbar). Das dritte (vom Domplatz sichtbare) Stockwerk mit den fünf Biforen rechtsseitig des Hauptportals entstand von 1300 bis 1350. Im 14. Jahrhundert wurden zudem weitreichende Veränderungen innerhalb der Struktur durchgeführt. So entstand in dieser Zeit der Fienile, zudem wurde der Palazzo Squarcialupi 1338 linksseitig angebaut und im untersten Stockwerk der Verbindungsgang Chiasso di Sant’Ansano mit einem Gewölbe überdacht. Am Ende des 14. Jahrhunderts wurden der Passagio und die Sala San Pio hinzugefügt. Rektor Andrea Tori erwarb 1359 die Reliquien der Corticella. Von 1445 bis 1447 entstand die Cappella del Sacro Chiodo (Alte Sakristei) auf Veranlassung des Rektors Giovanni di Francesco Buzzichelli (1428–1444), um die Reliquien auszustellen. Ihm folgten Urbano di Pietro del Bello (1444–1450) und Pietro di Niccolò Bolgarini (1450–1456). Von 1467 bis 1471 wurde dann die gesamte Fassade mit einem dritten Stockwerk und zehn Fenstern ausgestattet (Rektor von 1456 bis 1476 war Niccolò di Gregorio Ricoveri). Die politischen Spannungen in Siena unter der Herrschaft von Pandolfo Petrucci wirkten sich auch auf das Hospital aus, so dass der 1479 gewählte Rektor Salimbene Capacci (* 1433; † 1497) bereits 1480 nach Camerino fliehen musste und durch den den Noveschi nahestehenden Cino di Cecco Cinughi ersetzt wurde. Ab 1483 konnte Capacci sein Rektorat fortführen. Nach dem Ende der Republik Siena 1555 wurden 1575 die Grancie von Serre di Rapolano unter dem Rektor Claudio Saracini wieder aufgebaut, danach führte Ferdinando I. de’ Medici von 1591 bis 1599 weitreichende Reformen ein, die zum Rektorat von Agostino d’Agostino Chigi (23. Juni 1563–16. Juni 1639, im Amt von 1598 bis 1639) aus der Familie der Chigi führten. Seiner dreiundvierzigjährigen Amtszeit folgten Lorenzo Docci (1639–1660) und Niccolò di Carlo Rocchi, der vom 11. August 1660 bis zu seinem Tode am 27. Juni 1667 im Amt war.

### Neuzeit und Entstehung des Museums
Letzte größere Hinzufügungen an das Gebäude entstanden 1723 mit dem zweistöckigen rechten Teil des Komplexes, der an die Via dei Fusari grenzt. 1886 wurde Santa Maria della Scala Poli- und Universitätsklinikum. Im Krankenhaus starb am 19. September 1985 der italienische Schriftsteller Italo Calvino. Das neue Seneser Krankenhaus Policlinico Santa Maria le Scotte entstand in den 1980er Jahren. Mit der Fertigstellung der ersten beiden Bauabschnitte 1984 zog das Krankenhaus nach und nach in das neue Gebäude um, so dass für Santa Maria della Scala Pläne zur Restaurierung und zur Umwandlung in einen Museumskomplex entstanden. Die Ausschreibung der Stadt Siena gewann 1993 der Architekt Guido Canali aus Parma. Das Museo Archeologico Nazionale di Siena zog bereits 1993 ein, und 1995 konnte der Pellegrinaio dem Publikum freigegeben werden. Mit der Vollendung des dritten und vierten Bauabschnitts des neuen Poliklinikums zogen 1996 die letzten medizinischen Abteilungen aus dem Gebäude aus, und weitere Räume konnten restauriert und zugänglich gemacht werden. 1999 konnten die Mumien des Rektors Salimbene Capacci, seiner Frau Margherita Sozzini und die des Schriftstellers Girolamo Macchi († 1734) in der Sakristei freigelegt werden. Die letzte Freigabe eines Teilstückes fand 2003 mit der Eröffnung des Palazzo Squarcialupi statt. Zurzeit sind etwa 18.000 m2 zugänglich.

### Künstler
Im Gebäudekomplex befinden sich Werke von Pietro Aldi, Andrea di Bartolo, Domenico di Bartolo, Taddeo di Bartolo, Bartolo di Fredi, Girolamo di Benvenuto, Benvenuto di Giovanni, Domenico Beccafumi, Alessandro Casolani, Sebastiano Conca, Giacomo Cozzarelli, Guidoccio Cozzarelli, Ciro Ferri, Antonio Federighi, Sebastiano Folli, Francesco di Giorgio, Giovanni di Paolo, Jacopo di Mino del Pellicciaio, Ambrogio Lorenzetti, Pietro Lorenzetti, Rutilio Manetti, Simone Martini, Matteo di Giovanni, Bernardino Mei, Giuseppe Nicola Nasini, Paolo di Giovanni Fei, Astolfo Petrazzi, Jacopo della Quercia, Priamo della Quercia, Francesco Rustici, Simondio Salimbeni, Ventura Salimbeni, Sano di Pietro, Tito Sarrocchi, Sodoma, Pietro Sorri, Luca di Tommè, Andrea Vanni, Francesco Vanni, Lippo Vanni, Vecchietta und weiteren Künstlern.

## Innenräume

### Atrio

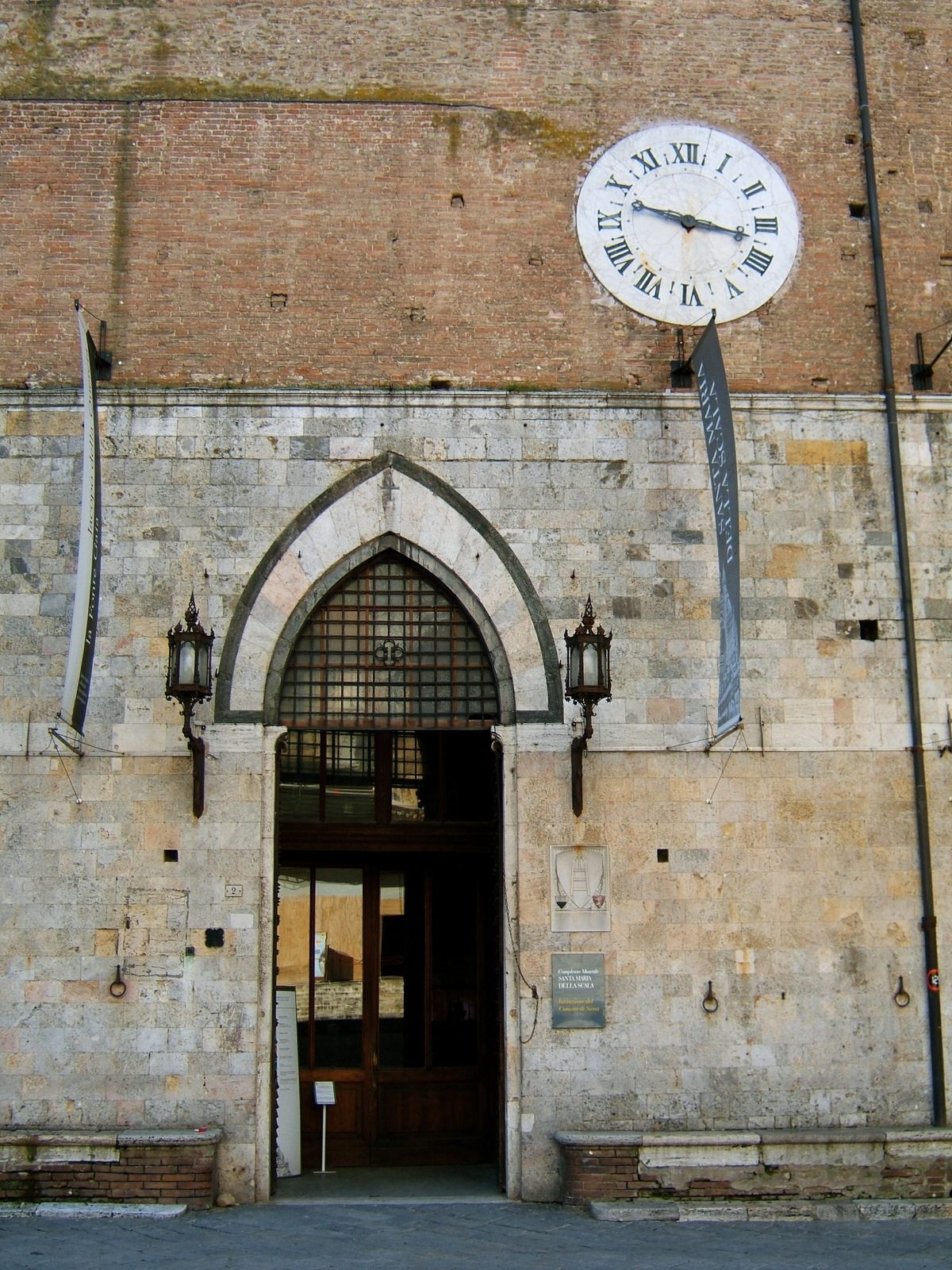
Ehemaliger Haupteingang und Zugang zum Atrio an der Piazza del Duomo

Das Atrium diente dem Gebäude von Santa Maria della Scala, anders als in seinem ursprünglichen architektonischen Sinne, als Eingang. Dieser befindet sich heute im Pellegrinaio delle Donne im Palazzo Squarcialupi nahe der Via del Capitano linksseitig der Hauptfassade und des Atriums. Das Atrio enthält Steine zum Gedenken an frühere Rektoren des Hospitals, wobei der älteste Gedenkstein dem Rektor Giovanni di Tese dei Tolomei (1314–1339 im Amt) gewidmet ist. Bemerkenswert auch das Hochrelief des Rektors Giovanni Battista Tondi (von 1505 bis 1507 im Amt). Im zentralen Basrelief findet sich das von Ventura Salimbeni gezeichnete und von Asciano Covatti ausgeführte Wappen des Rektors Agostino d’Agostino Chigi (1563–16. Juni 1639 im Amt).

### Cappella della Madonna (Cappella di Suor Elisabetta Biagini)
Die Kapelle entstand um 1680 aus der Cappella dei Santi Giovacchino e Anna und auf Betreiben der Ordensschwester Elisabetta Biagini. Die drei Leinwandbilder stammen von Giuseppe Nicola Nasini und seinem Sohn Apollonio (Natività della Madonna, Visitazione und Fuga in Egitto), die auch die Fresken Incoronazione della Madonna und Vergine incoronata dalla Trinità erschufen. Das Holzgemälde Madonna col Figlio e Angeli stammt von Paolo di Giovanni Fei. Matteo di Giovanni malte 1482 das Bild Strage degli Innocenti für die Chiesa di Sant’Agostino, welches heute in der Cappella della Madonna zu finden ist.

### Cappella della Madonna del Manto
Die Kapelle wurde früher Cappella delle reliquie (Reliquienkapelle) genannt und ist heute auch unter dem Namen Cappella Nuova (Neue Kapelle) bekannt. Die Säulenjoche (rechts: Sant’Ambrogio, Sant’Agostino, San Gregorio Magno e San Girolamo; links: Santi Antonio, Domenico, Santi Crecenzio, Savino, Ansano e Vittore, Francesco e Giorgio) wurden 1370 von Meo di Pero und Cristoforo di Bindoccio (auch Malabarba genannt) gestaltet. Die Incontro di Gioacchino con Anna (auch L'incontro alla Porta Aurea) betitelte Lünette wurde von Beccafumi gestaltet und 1513 begonnen. Weitere Lünetten stammen von Lippo Vanni (Santa Caterina d’Alessandria, zugeschrieben), Jacopo di Mino del Pellicciaio (Santa Martire) und Bartolomeo di David (Veduta di Roma, ca. 1513 entstanden). Das auf Holz gemalte Werk Trinità e i Santi Cosma, Giovanni Battista, Giovanni Evangelista e Damiano des Beccafumi befindet sich heute in der Pinacoteca Nazionale in Siena. Das namensgebende Fresko Madonna del Manto (auch Madonna della Misericordia genannt) entstand 1444 durch Domenico di Bartolo und wurde 1610 in die Cappella del Sacro Chiodo verlegt. Im 20. Jahrhundert diente die Kapelle als Notaufnahme.

### Cappella del Sacro Chiodo (Alte Sakristei)

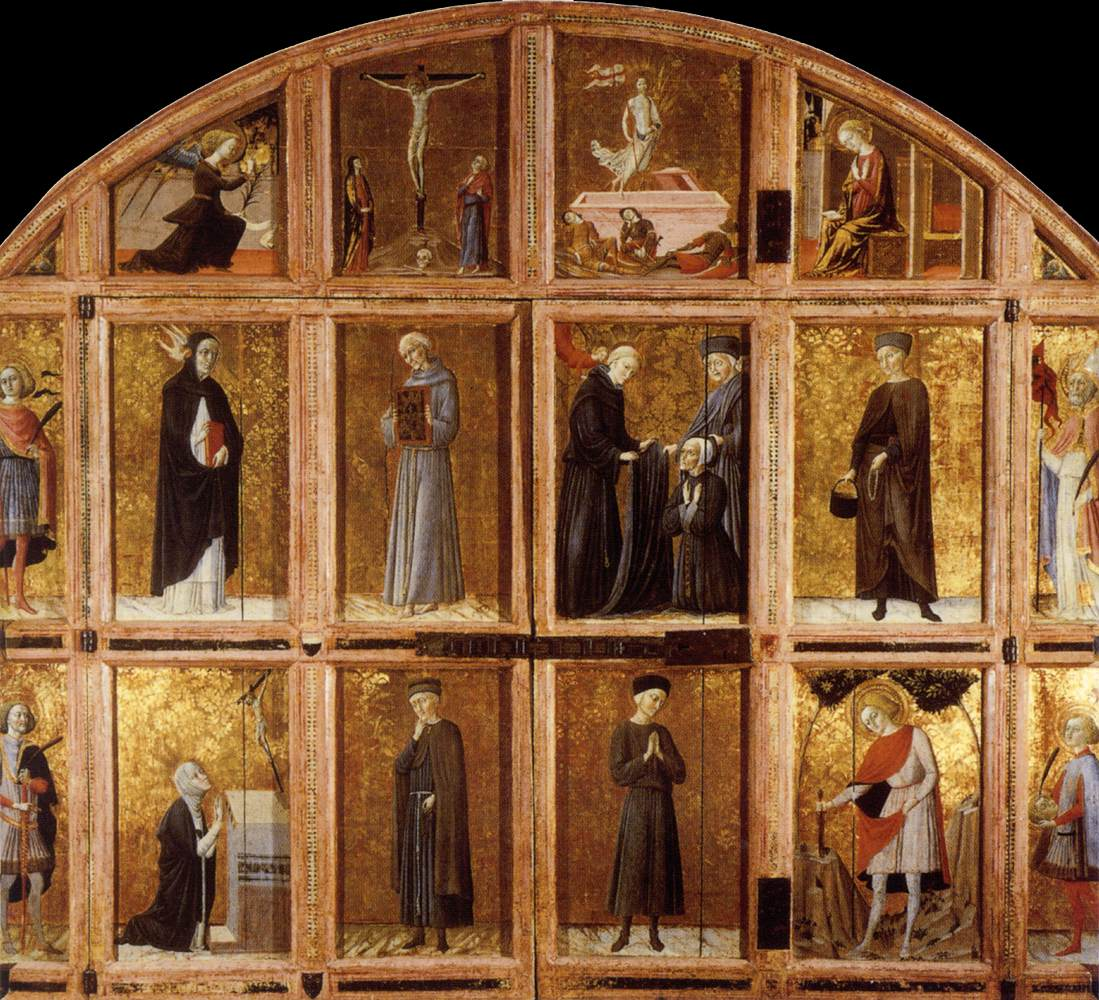
Die Arliquiera des Vecchietta

Sakristei, auch Sagrestia (ital.) und Sacrestia Vecchia oder Sacrestia Grande (lat.) genannt, war ein als Reliquiensaal entstandener Raum. Papst Eugen IV. stattete das Hospital 1443 während seines sechsmonatigen Aufenthalts in Siena mit weiteren Privilegien aus, um die Reliquien aus Konstantinopel (Tesoro di Santa Maria della Scala, dt. Schatz von Santa Maria della Scala), die 1359 vom damaligen Rektor Andrea Tori vom Florentiner Kaufmann Piero di Giunta Torrigiani erworben wurden, auszustellen (sie befinden sich heute in der Corticella). Die Pläne entstanden unter dem Rektor Giovanni di Francesco Buzzichelli, der allerdings am 14. September 1444 verstarb. Die Sakristei entstand von Mai 1445 bis 1447 durch den Architekten Guidoccio. Die Widmung von Vecchietta nennt den damaligen Rektor (seit dem 20. September 1444) des Hospitals, Urbano di Pietro del Bello. Ehemaliges Prunkstück des Raumes war die sogenannte Arliquiera, ein mit Gemälden des Vecchietta verzierter Reliquienschrank (273 × 187 cm), der 1898 an die Galleria Provinciale delle belle arti (heute Pinacoteca Nazionale di Siena) vermacht wurde. Die 16 Bilder der Vorderseite zeigen unter anderem Bernhardin von Siena, Katharina von Siena und das Schwert San Galganos (Spada nella roccia) der Abtei Abbazia San Galgano in Chiusdino. Die Innenseite der Rückwand enthält acht Bilder, darunter Das letzte Abendmahl und weitere Bilder aus der Passion Christi. Dem Vecchietta standen bei der Ausführung der Arbeiten die Helfer Pietro di Giovanni d’Ambrogio und Sano d’Andrea zur Verfügung.
Die Fresken des Vecchietta entstanden von Dezember 1446 bis September 1449 und sind teilweise stark beschädigt. Das zentrale, noch gut erhaltene Deckenfresko stellt Christus mit dem Evangelium nach Johannes dar, wobei hier die Stelle 8, 12 aufgeschlagen ist (Ego sum lux mundi qui sequitur me non ambulat in tenebris sed habebit lumen vitae). Christus wird von den vier Evangelisten umgeben, von denen nur noch Matthäus und Johannes erhalten sind. Diese werden von den vier ursprünglichen Kirchenlehrern ergänzt, wobei diese nur die halbe Fläche der Evangelisten einnehmen. Der äußere Rand des Deckenfreskos ist mit den Propheten bemalt.
Durch den Neubau und die Vergrößerung der Chiesa della Santissima Annunziata (Chiesa dell’Ospedale) wenige Jahre später am Ende des 15. Jahrhunderts wurden viele der Reliquien dorthin verlegt. Dadurch verlor der Raum kurze Zeit nach der Fertigstellung an Bedeutung, so dass die Werke des Vecchietta in der Sakristei nicht in seinem Artikel in Giorgio Vasaris Le vite dei più eccellenti pittori, scultori e architetti (1568) erwähnt wurden. Von 1579 bis 1584 wurde der Raum von der von Matteo Guerra 1567 gegründeten Congregazione dei Sacri Chiodi genutzt. Unter dem Rektor Agostino d’Agostino Chigi gelangte die Arte dei pittori zu den Räumen, dabei wurde die Cappella del Sacro Chiodo mit Gemälden des Vecchietta zerstört. Am 7. Juni 1610 verlegte Chigi zudem das Fresko Madonna del Manto des Domenico di Bartolo von der Cappella della Madonna del Manto und den Leichnam des Beato Sorore in die Sakristei. Rektor Giulio di Girolamo Pannilini transformierte den Saal 1784 in einen Chirurgiesaal, und Beato Sonore wurde in die Cappella del Crocifisso gebracht. Erste Restaurierungsarbeiten und Freilegungen an den überstrichenen Fresken begannen 1865 und wurden 1946 von Diego Pettinelli vollendet.

#### Weitere Werke
- Domenico di Bartolo: Madonna del Manto (Fresko, auch Madonna della Misericordia genannt, 1444 in der Cappella del Manto entstanden und 1610 hierher verlegt)
- Vecchietta: Seitlicher Freskenzyklus (von rechts nach links, von oben nach unten)
  - Dio padre creatore del cielo e della terra. Creazione con Adamo ed Eva, Daniele e i suoi amici nella fornace
  - Natività. Annuncio della nascita di Sansone
  - Discesa di Cristo al limbo
  - Risorse il terzo giorno. Ascesa al cielo, Giona nel ventre della balena
  - Giudizio Universale. Visione di Daniele del carro del fuoco
  - Credo in Spiritum Sanctum. La gloria del tempio di Gerusalemme, Salomone che sacrifica nel tempio

### Chiasso di Sant’Ansano

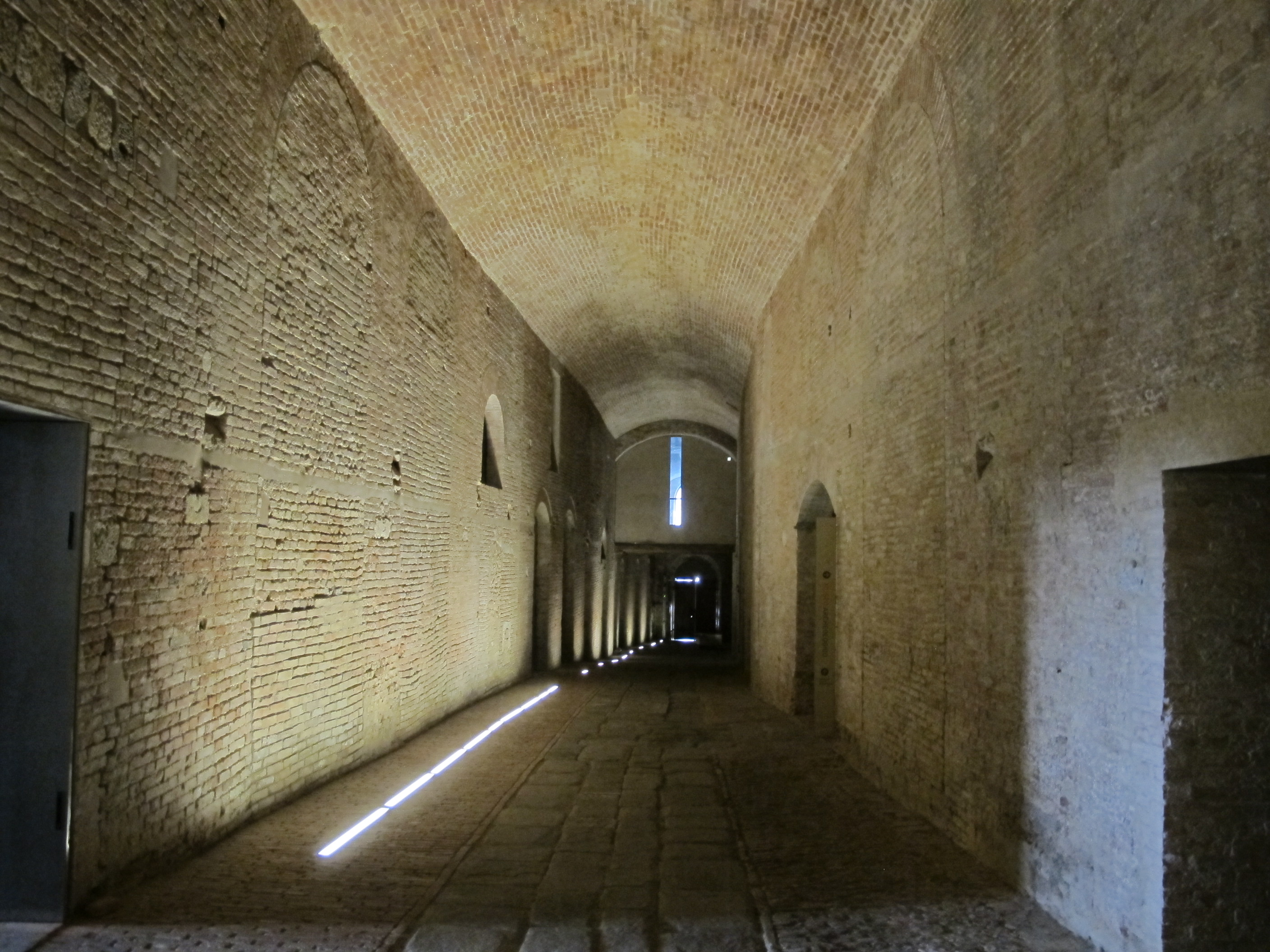
Der Chiasso di Sant’Ansano, auch Chiasso vecchio oder Strada interna genannt

Der Chiasso di Sant’Ansano, auch Chiasso vecchio oder Strada interna genannt, ist ein Verbindungsgang bzw. Tunnel, der von der Piazza della Selva (Vallepiatta) zur Corticella und über das Tor Porta dei Vetturali (Fuhrmannstor, ca. 1338 entstanden) zum Domplatz führte. Das heute zugemauerte Tor öffnete sich linksseitig der Fassade nahe dem Palazzo Squarcialupi unter der Balìa (auch Casa delle Balìe genannt, dt. Ammenhaus). Der Tunnel entstand zwischen dem 13. und 15. Jahrhundert, diente der Anlieferung von Lebensmitteln sowie Baumaterial und erstreckt sich über drei Stockwerke. Der heutige Tunnel war im 12. Jahrhundert noch eine eigenständige Straße, die den Gebäudekomplex nach hinten abschloss. Durch den Ankauf mehrerer Häuser im Vallepiatta di Sopra wurden diese nach und nach mit dem Stammhaus verbunden. Zunächst entstanden Brücken (Ponte dell’Orto, Ponte dell’Ospedale, Ponte del Pellegrinaio, Ponte sotto l’Ospedale, Ponte di Vallepiatta) zwischen den Häusern und dem Hauptkomplex, später wurde die Straße mit Gewölben komplett überbaut. Im heutigen Gang gibt es Verbindungen zur Compagnia di San Girolamo, zur Compagnia di Santa Maria sotto le Volte und zum Museo Archeologico.

### Chiesa della Santissima Annunziata (Chiesa dell’Ospedale)

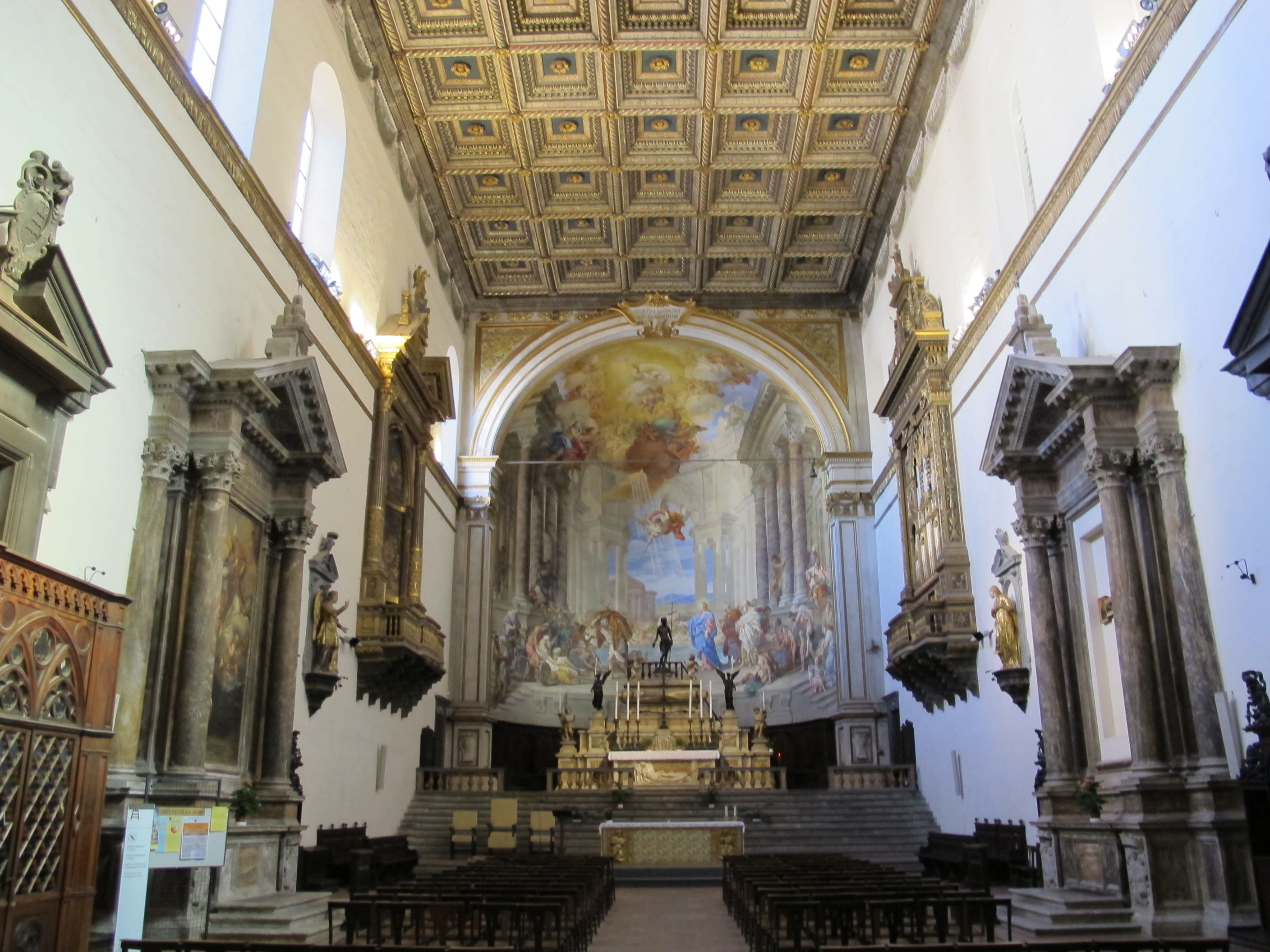
Die Chiesa della Santissima Annunziata (Chiesa dell’Ospedale)

Die in den Gebäudekomplex eingebundene Kirche befindet sich nahe dem Eingangsbereich gegenüber dem Dom von Siena. Die erste Kirche entstand um 1250 aus dem bis dahin als Pellegrinaio genutzten Raum, die heutige entstand am Ende des 15. Jahrhunderts durch den fast vollständigen Neubau der älteren Kirche. Als Architekten werden Guidoccio d’Andrea und Vecchietta genannt, die durch Francesco di Giorgio unterstützt wurden. Die Orgel wurde von 1514 bis 1519 durch Giovanni di Maestro Antonio (auch Piffaro oder Piffero genannt) erbaut. Erweitert und umgebaut wurde die Kirche von 1731 bis 1732 von Sebastiano Conca, der damit den testamentarisch festgeschriebenen letzten Willen von Ugolino Billo, Rektor von Santa Maria della Scala, erfüllte. Der links neben dem (ehemaligen) Hauptportal liegende separate Eingang zur Kirche entstand zwischen 1905 und 1907 durch Vittorio Mariani.

#### Werke (Auswahl)
- Carlo di Andrea Galletti: Davide (Keramikfigur)
- Ciro Ferri: Visione di Santa Teresa (Leinwandgemälde)
- Francesco di Giorgio: Fresko
- Goro di Ser Nesellati: San Biagio (silberner Reliquienschrein, 1437 entstanden)
- Pietro Locatelli (um 1634–1710): Assunzione di Maria Vergine (Leinwandgemälde, um 1676 entstanden)
- Giuseppe Mazzuoli: Gesù morto (Relief, 1671/72 entstanden)
- Giovanni Maria Monrandi (1622–1717): Annunciazione di Maria Vergine (Leinwandgemälde, ca. 18. Jahrhundert, zugeschrieben)
- Vecchietta: Cristo Risorto (Bronzefigur, 1476 entstanden)

### Compagnia di San Girolamo
Die Compagnia di San Girolamo entstand in der ersten Hälfte des 15. Jahrhunderts durch Mitglieder der Congrega San Gherado. Das Rektorat gestand ihnen 1443 einen Raum am Chiasso di Sant’Ansano und neben der Leichenhalle zu. Trotz einer Namenskontroverse für eine Umbenennung zugunsten des hl. Bernhardin von Siena 1525 behielt die Gruppe ihren Namen. In Dokumenten des Fabio Chigi (Alexander VII.) wird Ambrogio Lorenzetti als Gestalter der Fresken genannt. Das Oratorium war mit vier Altären und Werken von Alessandro Casolani, einem Mitglied der Gesellschaft, ausgestattet. Diese werden seit 1785 vermisst. Heute noch sichtbar sind Fresken eines unbekannten Künstlers aus dem 17. Jahrhundert, der Cristo legato, Cristo incoronato und San Girolamo darstellte.

### Compagnia di Santa Maria sotto le Volte
Das Oratorium, auch Oratorio di Santa Maria sotto le Volte genannt, gehörte zur religiösen Bruderschaft Confraternità dei Disciplinati di Maria Santissima, die im 13. Jahrhundert im Dom entstand (erstmals im Januar 1222 erwähnt) und die seit 1384 in Santa Maria della Scala beheimatet ist. In der ersten Hälfte des 16. Jahrhunderts wurden ihr die Räume sotto le Volte (unter den Gewölben) zugewiesen. 1606 trat der Bruderschaft der Seneser Künstler Ilario Casolani bei, hinterließ aber keine Werke in den Räumen. Aus der Compagnia entstand am 14. April 1785 die Società di Esecutori di Pie Disposizioni. Die Bruderschaft ist heute in Siena in der Via Roma beheimatet. Die Kapelle ist mit der anliegenden Sakristei delle Volte verbunden, die ebenfalls mit Fresken ausgestattet ist. In weiteren Nebenräumen befinden sich Werke aus dem 19. und 20. Jahrhundert, die aus der Accademia di Belle Arti (das sogenannte Alunnato Biringucci des Marcello Biringucci) stammen. Zu den Künstlern gehören dabei Pietro Aldi, Amos Cassioli, Cesare Maccari (Vittoria Colonna, 1868 entstanden), Paride Pascucci (Il buon samaritano, 1898 entstanden), Arturo Viligiardi (L’Adultera, 1890 entstanden) und Angiolo Visconti.

#### Werke (Auswahl)
- Alessandro Casolani: Madonna col Bambino e i Santi Pietro e Paolo (Leinwandgemälde aus dem Jahr 1598)
- Benvenuto di Giovanni: Lünettenmalereien
- Giovanni di Paolo: San Giovanni Battista (Fresko in der Sakristei)
- Guiduccio Cozzarelli: Kopfstatuen
- Ambrogio Lorenzetti: Tebaide (Fresko, vor 1348 entstanden, zugeschrieben)
- Rutilio Manetti: San Bernardino, Santa Caterina und Beato Giovanni Colombini (drei Leinwandbilder in der Sakristei, um 1613/14 entstanden)
- Niccolò di Segna: Crocifissione
- Sano di Pietro: Madonna col Bambino e Santi
- Sodoma: Sacra famiglia
- Luca di Tommè: Fresken der Sakristei
- Andrea Vanni: Cristo benedicente
- Andrea Vanni: Sibilla che predice ad Augusto la nascita di Cristo (Fresko in der Sakristei)

### Corticella (Magazzini della Corticella)
Das sogenannte Höfchen ist der Verbindungsraum des dritten Stockwerks, welcher Zugang zum Fienile und zum Oratorio di Santa Caterina della Notte der Società di Esecutori di Pie Disposizioni bietet. Ihm angeschlossen sind die Magazzini della Corticella (dt. Lagerräume des Höfchens), die heute den Tesoro di Santa Maria della Scala (dt. Schatz von Santa Maria della Scala) beinhalten. Hierbei handelt es sich um Reliquien, die Rektor Andrea Tori am 28. Mai 1359 vom Florentiner Kaufmann Piero di Giunta Torrigiani aus Signa für 3000 Fiorini ankaufte und die aus Konstantinopel stammten. Erste Verhandlungen über den Ankauf fanden am 24. April 1359 in Venedig statt, wo ein Frate Andrea aufgrund anderweitiger Verpflichtungen für das Hospital verweilte und Torrigiani traf. Dokumentiert wurde der Akt vom Notar Albertino Plastellini de Plastelli aus Bologna und vom Prokurator von Santa Maria della Scala, Andrea di Grazie. Das Dokument, als Schenkung deklariert, um nicht den Eindruck eines Reliquienhandels entstehen zu lassen, ist heute noch erhalten und in den Magazzini ausgestellt. Danach wurden die Gegenstände aus Venedig zum Seneser Hafen nach Talamone verschifft und gelangten von dort über den Landweg nach Siena. Mit den Reliquien gelangte zudem ein 318 Seiten starkes ganzjähriges byzantinisches Evangelium aus Pergament mit den Miniaturen der vier Evangelisten (im 11. Jahrhundert entstanden) in den Besitz des Hospitals. Zu den wichtigsten Reliquien gehören die des Johannes Chrysostomos. Sie wurden jeweils am 25. März zum Fest der Annunciazione (Verkündigung des Herrn) öffentlich ausgestellt, im Kontrast zum Fest der Assunzione di Maria (Mariä Aufnahme in den Himmel) am 15. August, bei dem der Dom von Siena im Mittelpunkt steht. Ab 1449 wurden sie in der Sakristei in der Arliquiera aufbewahrt. Nach weiteren Lagerungen in verschiedenen Räumen des Hospitals wurden sie in den Magazzini della Corticella ausgestellt.

### Fienile

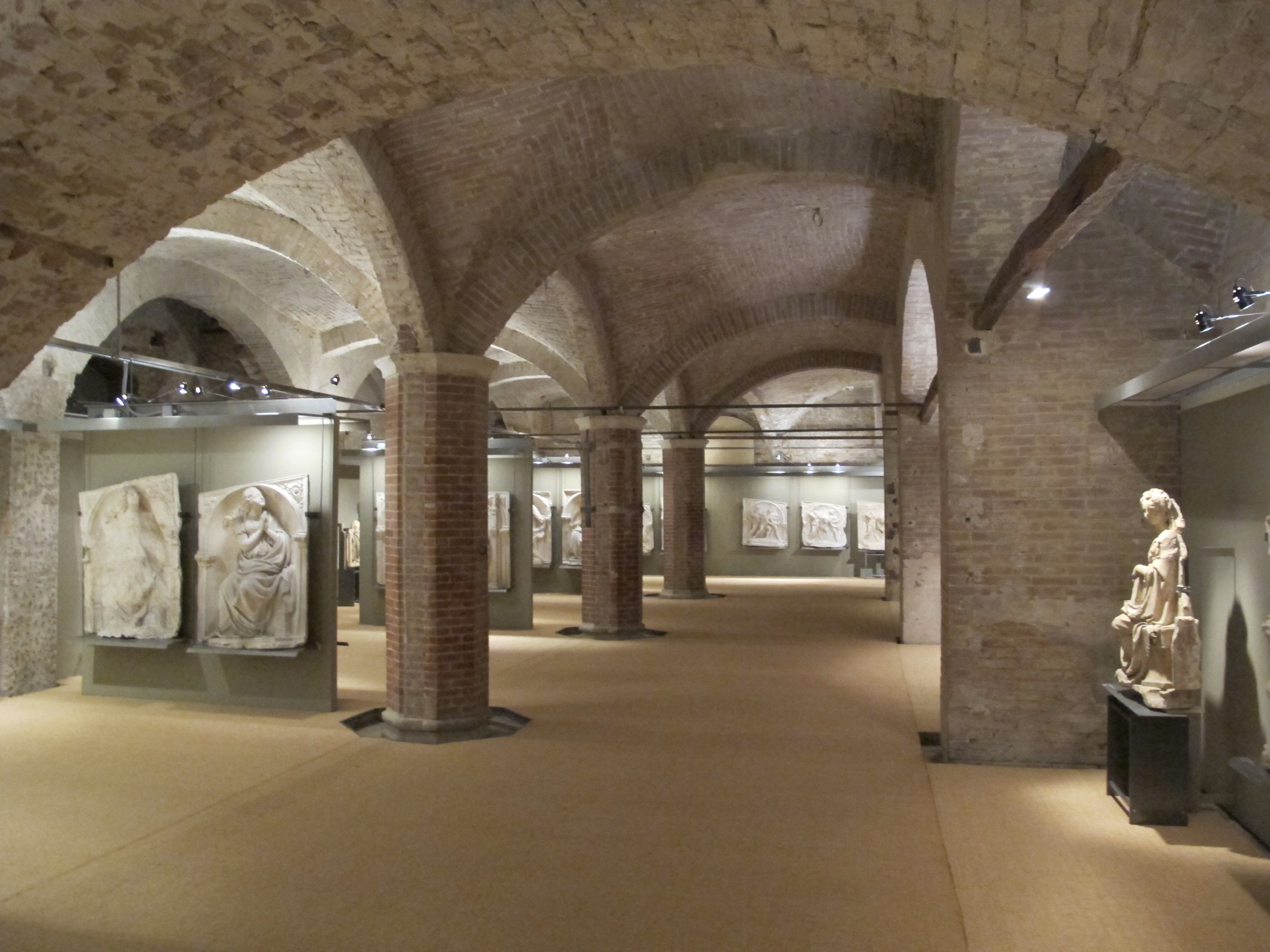
Der Fienile mit den Originalteilen des Fonte Gaia von Jacopo della Quercia

Der Fienile (Heuschober oder Heuschuppen) genannte Raum wurde Ende des 13. Jahrhunderts begonnen, um im Jahr 1300 während des ersten Jubeljahres unter Papst Bonifaz VIII. Reisende aufzunehmen. Im Raum befinden sich heute die Originalteile des Fonte Gaia, der von 1409 bis 1419 von Jacopo della Quercia an der Piazza del Campo errichtet wurde. Das Marmorwerk der Montagnola Senese (Casole d’Elsa, Monteriggioni, Siena und Sovicille) erlitt in den darauffolgenden Jahrhunderten viele Schäden, so dass 1859 vom Rat der Stadt beschlossen wurde, den Brunnen durch eine originalgetreue Neuanfertigung zu ersetzen. Diese wurde von Tito Sarrocchi angefertigt und 1869 eingeweiht. Die Originale wurden 1904 für die Ausstellung Antica Arte Senese in die Loggia dei Nove im Palazzo Pubblico übergeführt, wo sie bis 1989 verblieben. 1998 wurde der erste Teil des Fienile den Besuchern freigegeben, fertiggestellt wurde die Ausstellung im März 2011. Neben den Originalteilen des Brunnens sind auch die Gipsabdrücke ausgestellt, nach denen Tito Sarrocchi den heutigen Fonte Gaia anfertigte. Hier werden auch die zwei unikaten Fotografien aus dem Archivio Malandrini der Fondazione Monte dei Paschi di Siena präsentiert, die den originalen Fonte Gaia auf der Piazza del Campo zeigen, der sich 9,60 Meter weiter westlich und 1,60 Meter weiter südlich vor dem Palazzo Casino dei Nobili befand.

### Museo Archeologico Nazionale di Siena

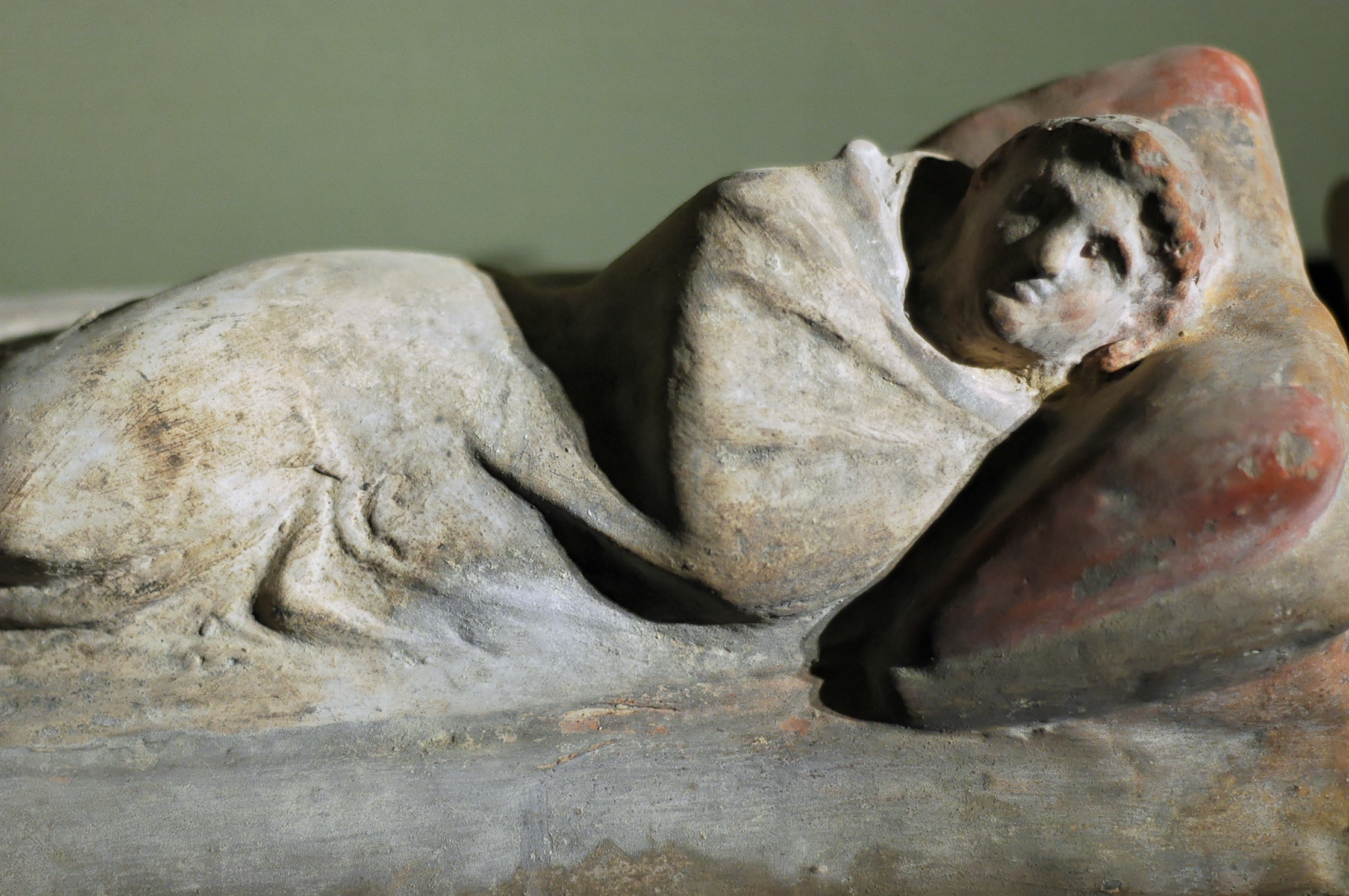
Etruskischer Sarkophag im Archäologischen Museum

Das Archäologische Museum wurde 1933 von Ranuccio Bianchi Bandinelli als Antiquarium comunale gegründet. 1941 gelangte es in Staatsbesitz und hieß zunächst Regio Museo Archeologico, dann Museo Archeologico Nazionale Etrusco di Siena. Die Sammlungen befanden sich zunächst im Palazzo Pubblico und in der Accademia di belle arti di Siena. Seit 1993 befinden sie sich im Museumskomplex von Santa Maria della Scala. Das Museum wird durch den Chiasso di Sant’Ansano betreten. Teile der Sammlung stammen aus der 1691 gegründeten Accademia dei Fisiocritici, weitere Ausstellungsstücke kamen später aus Privatsammlungen hinzu. Die Sezione topografica enthält Funde aus Siena, dem Chianti, dem Elsatal und den südlich von Siena gelegenen Gebieten wie Murlo.

#### Einzelne Werke (Auswahl)
- Andrea di Bartolo: Madonna della Misericordia (Mitte des 14. Jahrhunderts entstanden)
- Martino di Bartolomeo: Trinità fra San Lorenzo e San Giovanni Evangelista
- Pietro di Domenico da Montepulciano: Cristo in Pietà (1487 entstanden)

#### Kollektionen
- Collezione Bargagli Petrucci: 1918 durch Piero Bargagli Petrucci erfolgte Schenkung an die Stadt Siena. Befand sich bis 1941 in Sarteano und wurde dann nach Siena umgesiedelt. Die Sammlungsstücke stammen aus Casole d’Elsa und Sarteano und sind Teilstücke etruskischer Gräber sowie Bestattungsurnen.
- Collezione Bonci Casuccini: Sammlung des Emilio Bonci Casuccini (Anfang des 20. Jahrhunderts begonnen), seit 1952 im Besitz des Museums. Die Sammlungsstücke stammen hauptsächlich aus der Gegend von Chiusi.
- Collezione Chigi Zondadari: Die Sammlung stammt aus dem späten 19. Jahrhundert und entstand durch den Markgrafen Bonaventura Chigi Zondadari. Sie befindet sich seit dem Beginn der 1950er Jahre im Besitz des Museums. Die Fundstücke aus der Bronzezeit und der Eisenzeit wurden in Casole d’Elsa, Monteriggioni und Rosia (Ortsteil von Sovicille) entdeckt. Hierbei handelt es sich um etruskische Köpfe und Vasen aus Terrakotta. Zudem ist ein römischer Sarkophag (Sarcofago delle Muse) ausgestellt.
- Collezione Comunale e Accademia dei Fisiocritici: Die Sammlung besteht hauptsächlich aus etruskischen, picenischen, römischen und umbrischen Münzen sowie Siegeln aus dem 18. Jahrhundert. Später wurden ihr Funde aus der Via Campansi in Siena hinzugefügt.
- Collezione Mieli: 1882 erfolgte Schenkung des Leone Mieli an die Stadt Siena. Der Hauptteil der Sammlungsstücke stammt aus dem Raum Chianciano Terme und Pienza und enthält Dechseln und Pfeile.

### Oratorio di Santa Caterina della Notte
Das Oratorium ist der hl. Katharina von Siena geweiht. Spätestens ab dem 14. Jahrhundert gehörte es zur Confraternità di San Michele Arcangelo, die sich 1479 zur Confraternità di Santa Caterina della Notte umbenannte. Es enthält Leinwandgemälde von Rutilio Manetti und Francesco Rustici sowie ein Tafelbild des Taddeo di Bartolo (Madonna col Bambino, quattro angeli e i Santi Giovanni Battista e Andrea, 1400 entstanden). Von einem unbekannten Künstler aus Siena stammt das Werk Santa Caterina che protegge sotto il manto quattro confratelli, Cristo risorto, le Stimmate della Santa e la Deposizione (ca. 1500 entstanden). Fast alle weiteren Gemälde und Skulpturen zeigen die hl. Katherina von Siena und stammen von unbekannten Seneser Künstlern.

### Palazzo Squarcialupi
Der Palazzo Squarcialupi, der sich linksseitig der Fassade an den Gebäudekomplex anschließt und an die Via del Capitano grenzt, entstand durch die Erweiterung des Hospitals, die 1336 von der Stadt erlaubt und bereits 1338 fertiggestellt wurde. Sie entstand auf Initiative des damaligen Rektors Giovanni di Tese dei Tolomei. Der Gebäudeanbau hat vier Stockwerke und verteilt sich über 3000 m². Die Räume im Erdgeschoss enthalten die Cappella delle Fanciulle (wird heute als Haupteingang zum Gebäudekomplex genutzt), den Pellegrinaio delle Donne, die Sala Stretta und die Sala del Provveditore. Im ersten Stock liegen die Sala Santa Caterina, die Sala Claudio Tolomei und die Sala del Camino. Das dritte Stockwerk (Sala della Balìe) wird für große Ausstellungen genutzt. Des Weiteren beherbergt das Gebäude eine Bibliothek mit 16.000 Büchern und eine Fotothek mit ca. 50.000 Bildern, die dem Fondo de Mata entstammen und vom römischen Kunsthistoriker Giuliano Briganti (1918–1992) erstanden wurden. Beide Sammlungen wurden 2006 von der Stadt Siena erworben und dem Centro Europeo di Ricerca sulla Conservazione e il Restauro (CERR) zur Verfügung gestellt. Die Kellerräume sind nicht zugänglich. Der Palazzo wurde nach den Restaurierungsarbeiten 2003 mit einer Ausstellung über Duccio di Buoninsegna eröffnet.

#### Pellegrinaio delle Donne
Der Pilgersaal der Frauen, auch Spedale delle Donne, Convento delle Fanciulle oder neuzeitlich Corsia Marcacci genannt, befindet sich im Erdgeschoss des Palazzo Squarcialupi.

#### Cappella delle Fanciulle
Die Cappella delle Fanciulle (dt. Kapelle der Mädchen) entstand als Kapelle des neuen Pilgersaals für Frauen (Pellegrinaio delle Donne). Im Raum befinden sich Fresken von Andrea di Bartolo (Crocefissione), Bartolo di Fredi (Pie donne al sepolcro und Orazione nell’orto, zugeschrieben) und Martino di Bartolomeo (Trinità tra i Santi Filippo e Lorenzo).

### Passeggio
Der sogenannte Passeggio (Spaziergang) ist ein Verbindungsgang, der zur Cappella del Manto, zur Sala San Pio und zum Pellegrinaio führt und im Zuge der Erweiterung des Hospitals im späten 14. Jahrhundert entstand. Zu den vier ausgestellten Skulpturen gehören San Bartolomeo von Lando di Stefano und San Tommaso von Mariano d’Angelo Romanelli (beide in der zweiten Hälfte des 14. Jahrhunderts entstanden und ursprünglich an der Cappella di Piazza del Campo am Palazzo Pubblico positioniert). Die beiden weiteren Skulpturen stammen aus der Loggia della Mercanzia nahe der Piazza del Campo und wurden von Antonio Federighi (San Vittore, 1459) und Vecchietta (San Pietro, 1460–1462) erschaffen.

### Pellegrinaio

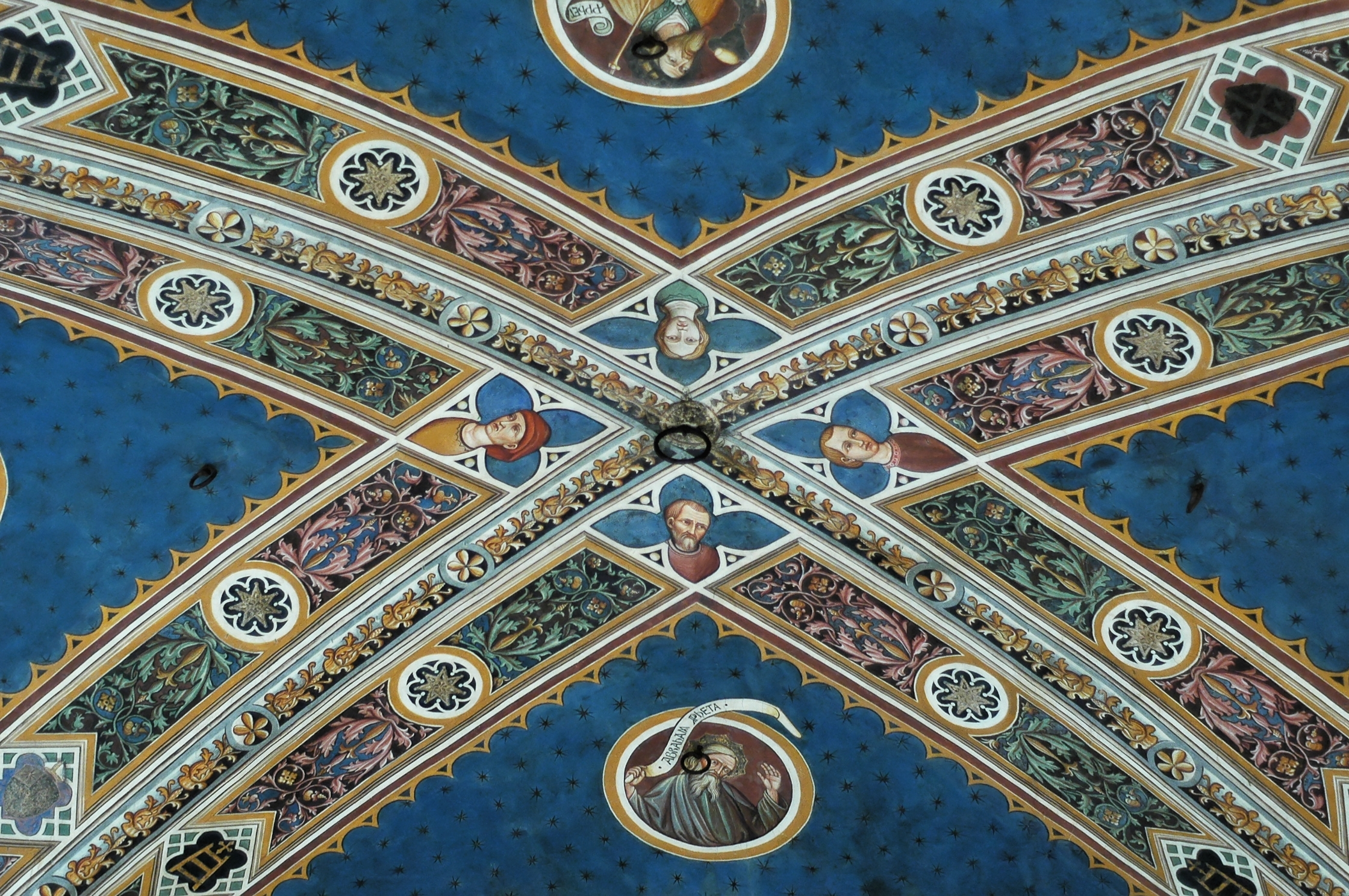
Die Decke des Pellegrinaio

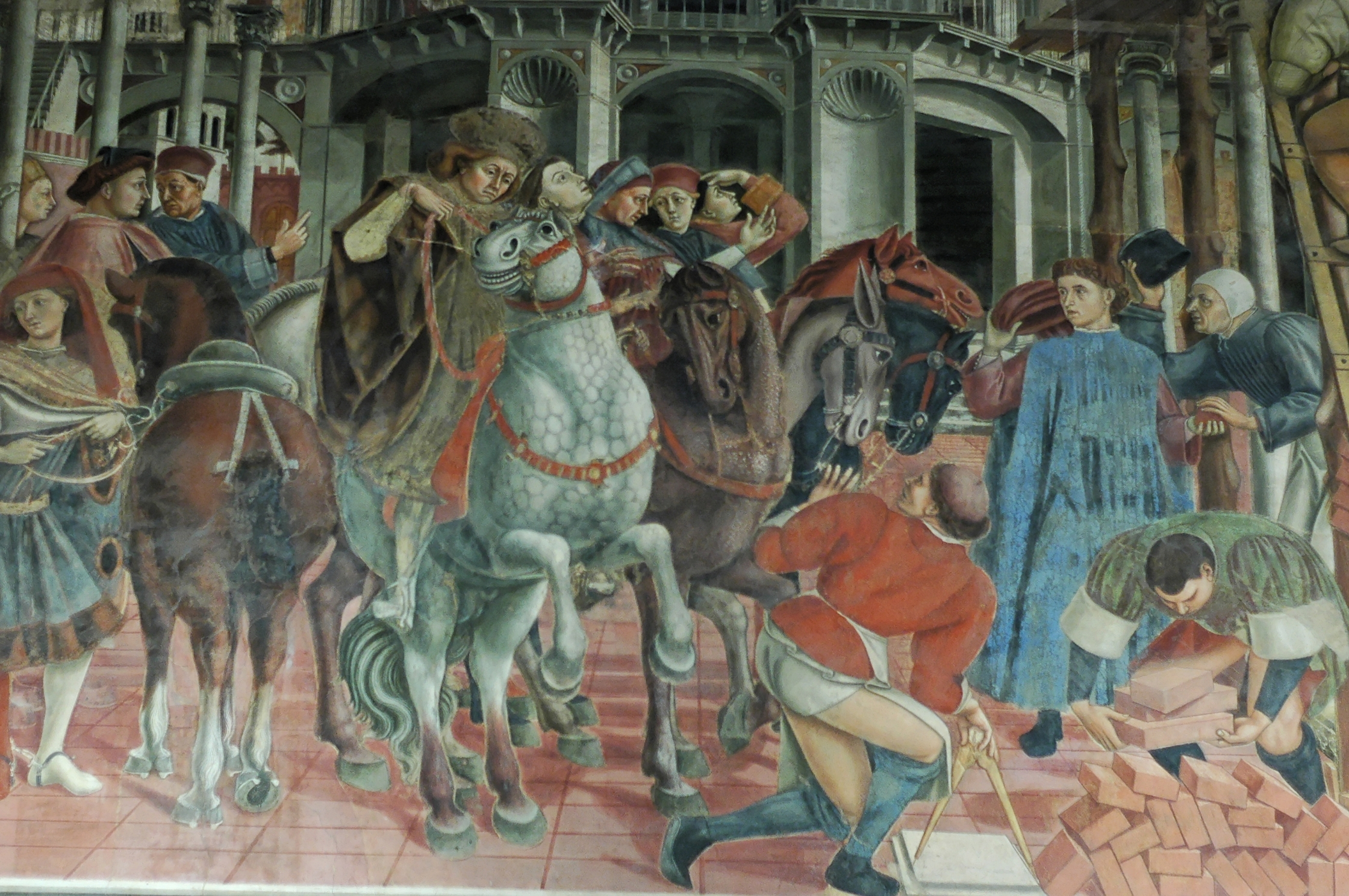
Gemälde Ampliamento dell’Ospedale della Scala von Domenico di Bartolo im Pellegrinaio

Der sogenannte Pilgersaal diente seit je der Erholung der Pilger und ist der wichtigste Raum des Gebäudes aufgrund seiner (ehemaligen) Funktion und der angebrachten Fresken. Errichtet wurde der Saal in den 30er Jahren des 14. Jahrhunderts, fertiggestellt wurde er um 1380. Bereits am Anfang des 15. Jahrhunderts wurde der Saal restauriert, das Gewölbe aus Holz wurde durch eines aus Stein ersetzt (und 1439 von Agostino di Marsiglio dekoriert), und die Kapitelle wurden realisiert. In den Jahren von 1405 bis 1410 verstärkte man den Keller, errichtete das Dormitorium über dem Hauptraum und vollendete das Dach darüber. Das letzte Säulenjoch, Fosso di Sant’Ansano genannt, wurde im späten 16. Jahrhundert angebaut und von den florentinischen Künstlern Pietro d’Achille Crogi und Giovanni di Raffaello Navesi um 1577 mit Fresken ausgestaltet. Bei dieser Erweiterung des Saales wurden zwei Fresken des Pietro di Giovanni d’Ambrogio zerstört. Erste Fresken entstanden im Saal bereits vor 1440 durch Vecchietta und Luciano di Giovanni da Velletri (Storie di Tobia), diese wurden dann kurze Zeit später dem vom damaligen Rektor Giovanni di Francesco Buzzichelli in Auftrag gegebenen Freskenzyklus geopfert. Dieser Freskenzyklus besteht aus zehn Fresken, die keine religiösen Motive, sondern alltägliche Gegebenheiten darstellen. Des Weiteren enthält der Raum einen Marmortisch von Flaminio del Turco. Er wurde in den ersten Jahren des 17. Jahrhunderts im Stile des Spät-Manierismus für Santa Maria della Scala (mit Wappen) erschaffen und befindet sich seit 1783 im Pellegrinaio.

#### Werke (von links nach rechts)
- Vecchietta: Storia del beato Sorore (1441 entstanden)
- Domenico di Bartolo: La limosina del vescovo, auch Ampliamento dell’Ospedale della Scala genannt (1442/43 entstanden)
- Priamo della Quercia: Il Beato Agostino Novello conferisce l’investitura al rettore dello Spedale (1442 entstanden)
- Domenico di Bartolo: Il pontefice Celestino III concede privilegi di autonomia all’Ospedale (1442 bis 1444 entstanden, zeigt Papst Coelestin III. bei der Übergabe des Privilegiendokumentes an das Hospital)
- Pietro d’Achille Crogi und Giovanni di Raffaello Navesi: Pagamento del baliatico con il grano (um 1577 im sogenannten Fosso di Sant’Ansano entstanden)
- Pietro d’Achille Crogi und Giovanni di Raffaello Navesi: Pagamento del baliatico con il denaro (um 1577 im sogenannten Fosso di Sant’Ansano entstanden)
- Domenico di Bartolo: Cura e governo degli Infermi (1440/41 entstanden)
- Domenico di Bartolo: La distribuzione della limosina (1441 entstanden, die Szene stellt die Chiesa dell’Ospedale dar)
- Domencio di Bartolo: Accoglimento e nozze dei trovatelli, auch Accoglimento, educazione e matrimonio di una figlia dello spedale genannt (1441/42 entstanden)
- Domenico di Bartolo: Il banchetto dei poveri (1443/44 entstanden)

### Sala di Sant’Ansano und Sala San Galgano
Der auch Infermeria di San Galgano oder Primo Pellegrinaio degli uomini genannte Raum besitzt das Fresko Crocifissione con la Madonna e San Giovanni Battista von Paolo di Giovanni Fei. Die beiden Räume waren ursprünglich eigenständige Häuser mit eigener Fassade und wurden in der zweiten Hälfte des 12. Jahrhunderts an das Hauptgebäude angegliedert. Die Häuser wurden zusammengelegt und dienten als zweiter Pilgersaal bis zum 14. Jahrhundert, als der heutige Pellegrinaio fertiggestellt wurde. Die Zwischenwand wurde im 15. Jahrhundert errichtet, um in den Zimmern Lebensmittel zu lagern. Beide Räume waren im 18. Jahrhundert ehemalige Krankenzimmer und werden heute gelegentlich als Ausstellungsräume genutzt.

### Sala di San Giuseppe
Der Raum, auch Gipsoteca genannt, beheimatet Skulpturen des Seneser Künstlers Tito Sarrocchi. Die zirka zweihundert Skulpturen aus Gips entstanden nach der Rückkehr des Bildhauers aus Florenz nach Siena von 1855 an. Sarrocchi stellte sie auf Anraten seines Freundes Giuseppe Partini der Stadt Siena 1894 zur Verfügung. Seit 1999 sind sie in der Sala San Giuseppe der Öffentlichkeit zugänglich.

### Sala di San Leopoldo
Hier befindet sich das Museo d’arte per bambini (Kunstmuseum für Kinder).

### Sala di San Pio

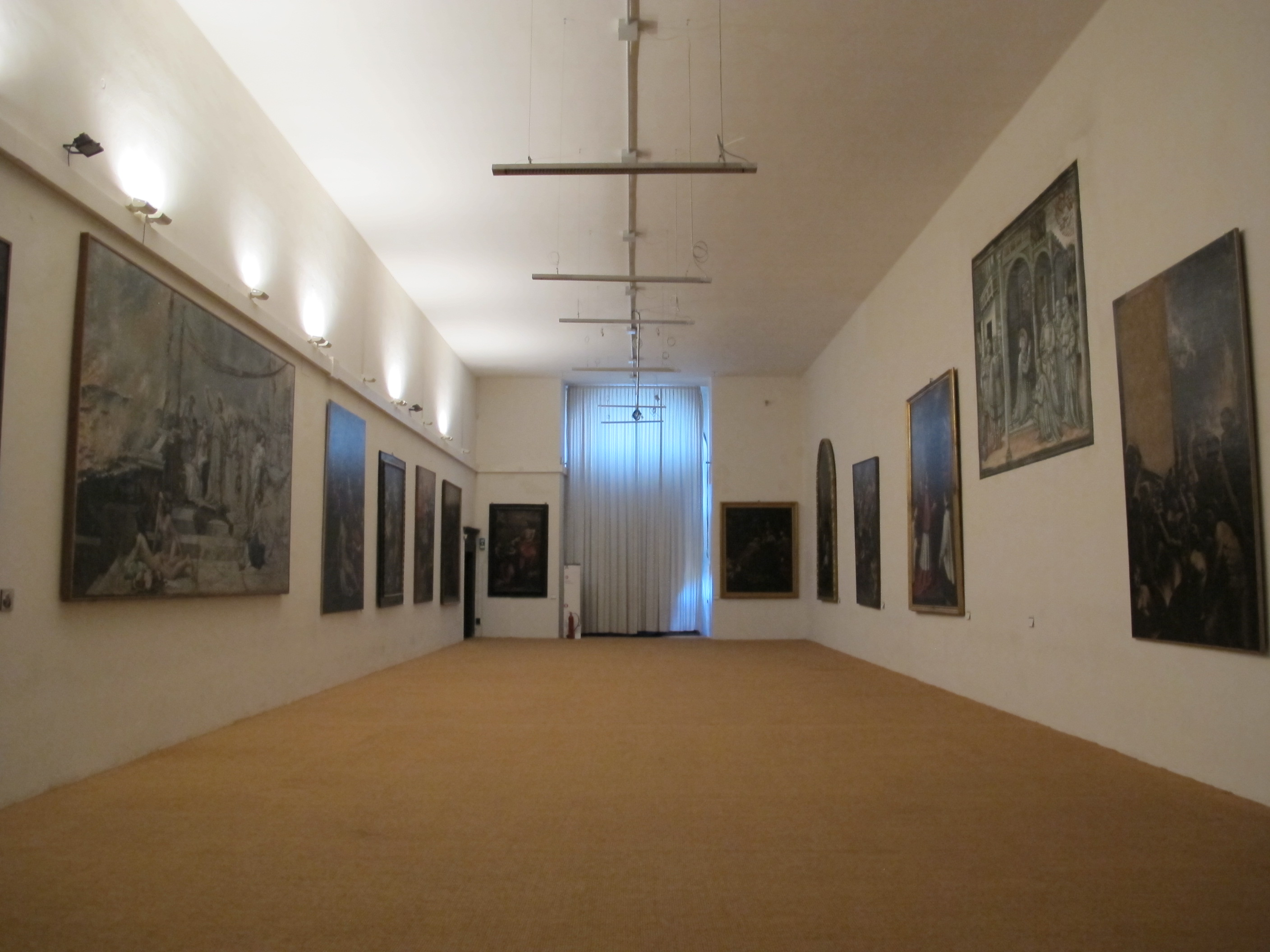
Sala di San Pio

Der auch Infermeria di San Pio, Pellegrinaio nuovo oder Pellegrinaio di Vallepiatta genannte Raum entstand im Zuge der Erweiterung des Komplexes im späten 14. Jahrhundert und enthält ein Fresko von Priamo della Quercia, das den Beato Giovanni Colombini zeigt und um 1440 entstand. Der Saal ist heute Ausstellungsraum für Gemälde. Zu den wichtigsten gehören dabei die des Pietro Aldi, der wichtige Momente der Seneser Geschichte festhielt, wie zum Beispiel im Bild Le ultime ore della libertà senese (dt. Die letzten Stunden der Seneser Freiheit), welches die Situation an der Piazza del Campo kurz vor dem Einmarsch der Florentiner 1555 zeigt.

#### Werke (von links nach rechts)
- Pietro Aldi: Le ultime ore della libertà senese (Öl auf Leinwand, 1882 entstanden und im gleichen Jahr von Siena von der Stadt Rom erstanden)
- Pietro Aldi: Nerone contempla l’incendio di Roma (unvollendet)
- Astolfo Petrazzi: La Pietà e i Santi Giovanni Evangelista, Bernardino e Tommaso (entstammt der Kirche San Desiderio in Siena)
- Simondio Salimbeni: La Madonna appara a San Rocco
- Francesco Vanni: Incoronazione della Vergine con Santa Marta e Sant’Agostino
- Stefano Volpi: Martirio dei Santi Giacomo e Filippo (zugeschrieben)
- Francesco Vanni: Incoronazione della Vergine (1607 entstanden)
- Rutilio Manetti: L’Adorazione dei Magi
- Rutilio Manetti: Miracolo di Sant’Eligio
- Rutilio Manetti: Immacolata Concezione
- Francesco Rustici: San Carlo Borromeo in preghiera (entstammt der Kirche San Desiderio in Siena)
- Pietro Sorri: Il Purgatorio (Leihgabe der Pinacoteca Nazionale di Siena, ursprünglich aus der Chiesa del Suffragio in Santa Maria Provenzano)
- Pietro Sorri: Pentecoste (Leihgabe der Pinacoteca Nazionale di Siena, 1608 entstanden)

### Weitere Werke im Gebäude
- Sebastiano Folli: Santa Caterina da Siena (Ölgemälde auf Leinwand, ca. 1610 entstanden, befindet sich derzeit in den Räumen neben dem Verbindungsgang)
- Agostino Marcucci: Processione in Piazza Duomo (Ölgemälde auf Leinwand, in der ersten Hälfte des 17. Jahrhunderts entstanden, befindet sich derzeit in den Räumen neben dem Verbindungsgang)
- Agostino Marcucci: San Nicola da Tolentino in preghiera (Ölgemälde auf Leinwand, in der ersten Hälfte des 17. Jahrhunderts entstanden, befindet sich derzeit in den Räumen neben dem Verbindungsgang)
- Bernardino Mei: Ritratto di Giacomo Sansedoni (Ölgemälde auf Leinwand, 1641 entstanden, befindet sich derzeit in den Räumen neben dem Verbindungsgang)
- Antonio Nasini: Mosè salvato dalle acque (Ölgemälde auf Leinwand, ca. 1690 entstanden, befindet sich derzeit in den Räumen neben dem Verbindungsgang)
- Antonio Nasini: La cacciata dal paradiso terrestre (Ölgemälde auf Leinwand, befindet sich derzeit in den Räumen neben dem Verbindungsgang)

## Grancie

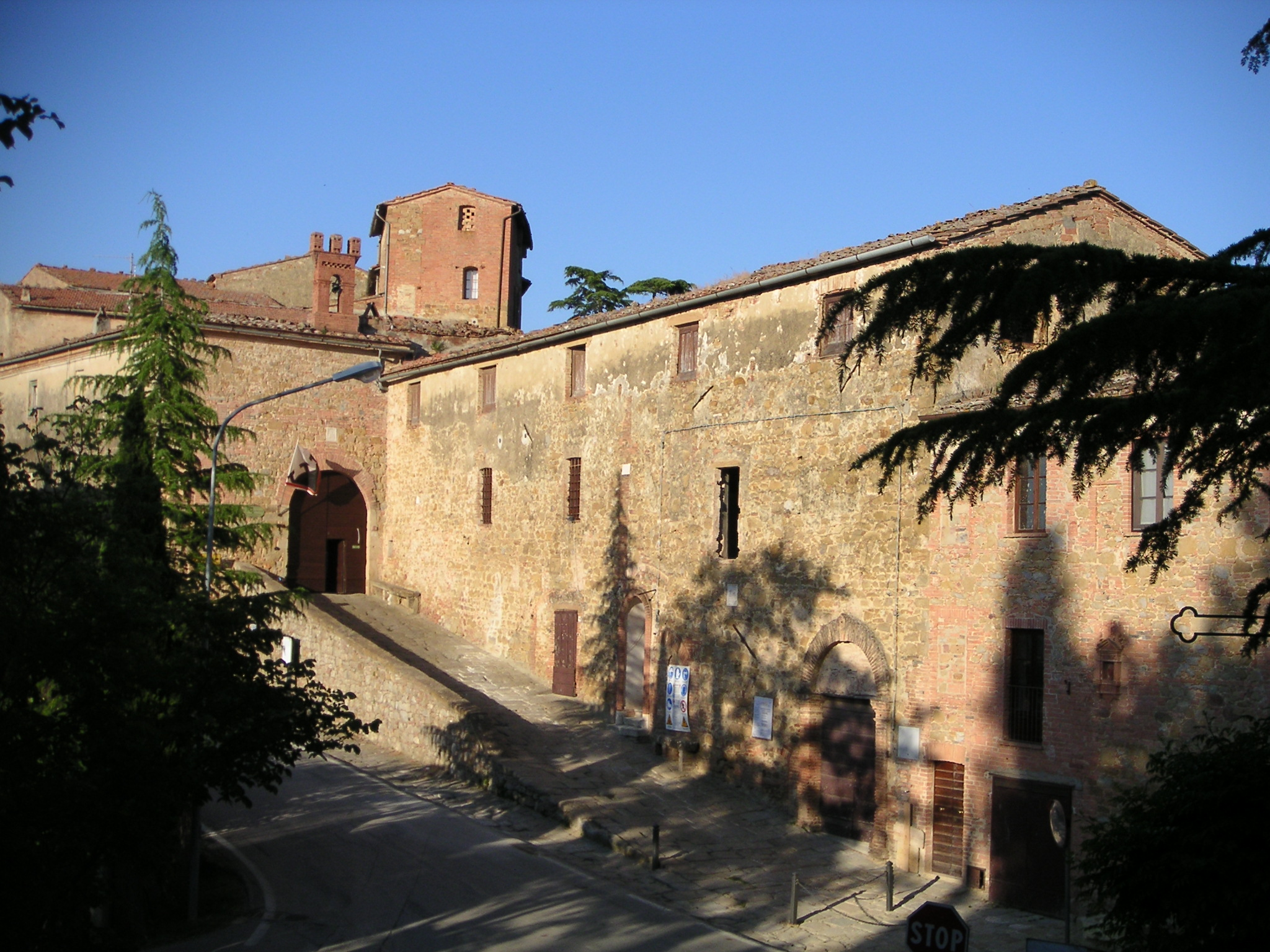
Die Grancia di Santa Maria della Scala in Montisi, San Giovanni d’Asso

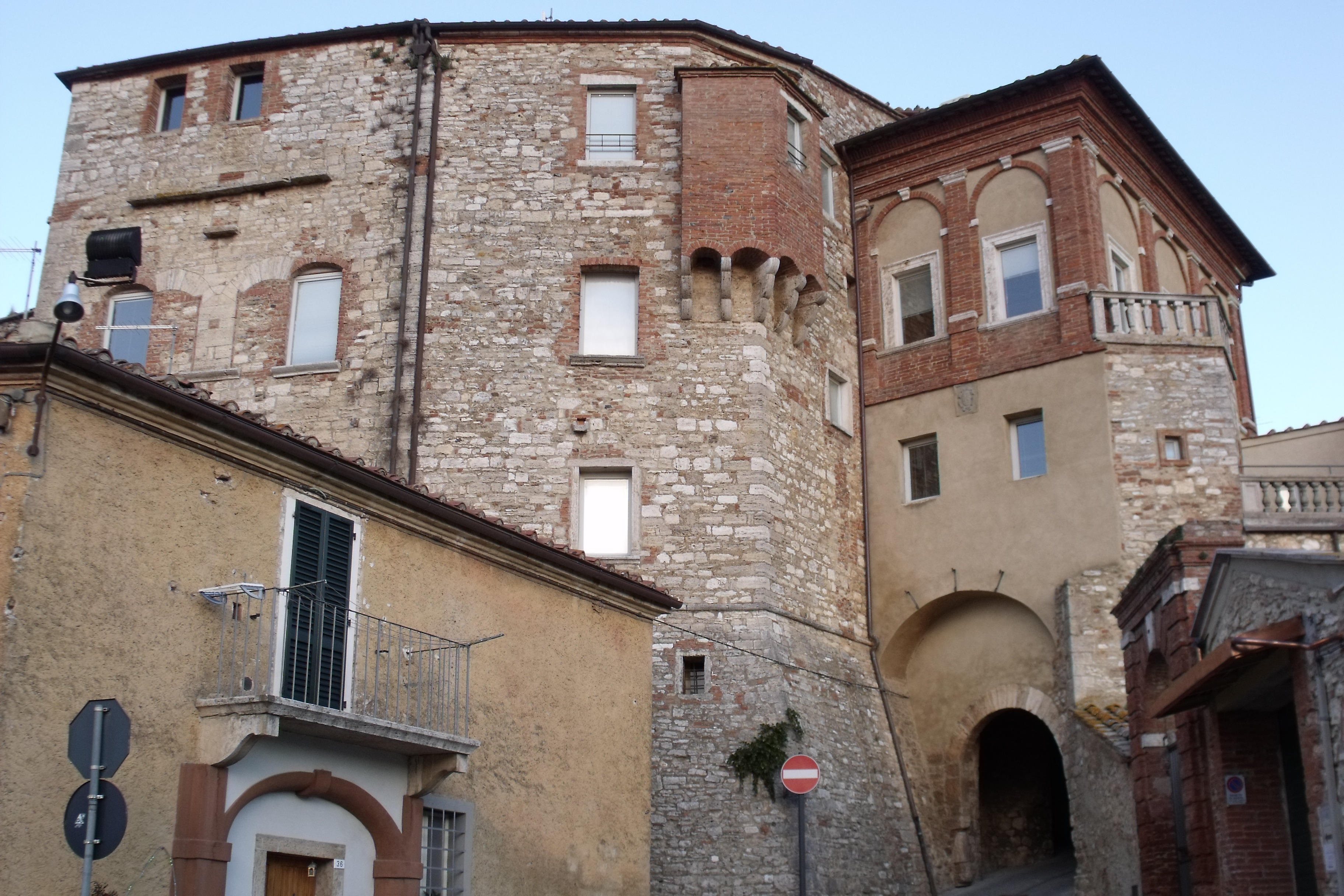
Die Grancia in Serre di Rapolano in Rapolano Terme

Die Grancie di Santa Maria della Scala (auch Grangie genannt) waren festungsartig ausgebaute Zehntscheunen, die zur Aufbewahrung von Lebensmitteln (hauptsächlich Getreide, Olivenöl und Wein) dienten und unter der Leitung des Hospitals standen. Dadurch konnte Santa Maria della Scala eine Eigenversorgung gewährleisten. Am Ende des 16. Jahrhunderts verfügte die Institution über zwölf Grancie, die die Leitung von 189 Häusern, 164 Gutshöfen, 15 Mühlen sowie mehreren Osterien und Brennöfen zur Ziegelsteinherstellung innehatte. Nebenstellen der Grancie waren in Barberino Val d’Elsa, Colle di Val d’Elsa, Florenz, Poggibonsi, Monte San Savino, Proceno, Rieti, San Gimignano, San Miniato und Todi vorhanden.
Zu den Haupthäusern der Grancie gehörten Anlagen in Mensano (Ortsteil von Casole d’Elsa), Montelisca (Ortsteil von Siena), San Quirico d’Orcia sowie in:
- Cuna (More di Cuna, Monteroni d’Arbia) bestand bereits 1152 als selbständiges Hospital an der Via Francigena und wurde 1295 durch den Rektor Ristoro Menghi für Santa Maria della Scala erworben. Von 1314 an wurde unter dem Rektor Giovanni di Tese dei Tolomei die Anlage erheblich erweitert.
- Grosseto, entstand am Ende des 13. Jahrhunderts als Lagerhaus für die Waren der Maremma. Die Grancia di Grosseto wurde im 18. Jahrhundert dem Ospedale della Misericordia di Grosseto unterstellt.[24]
- Montisi (heute Ortsteil von San Giovanni d’Asso), entstand 1295 durch eine Grundstücksschenkung des Signore di Montisi Simone Cacciaconti an das Hospital, das daraufhin das Gebäude errichtete. Es wurde 1775 von Leopold II. an Jacopo Mannucci Benincasa verkauft, dessen Erben noch heute im Besitz der Grancia sind. Am 30. Juni 1944 wurde durch deutsche Truppen der dem Torre del Mangia des Palazzo Pubblico in Siena ähnliche Hauptturm zerstört. Enthält heute ein restauriertes Theater mit 58 Plätzen.[25]
- Serre di Rapolano (Ortsteil von Rapolano Terme), entstand im 13. Jahrhundert als Lagerhaus für die Waren der Crete Senesi und wurde um 1405 zur Festung ausgebaut. Der Turm und weitere Gebäudeteile wurden 1555 im Krieg zwischen Florenz und Siena zerstört, aber bereits 1575 durch den Rektor Claudio Saracini wiederaufgebaut. Enthält heute das Museo dell’Antica Grancia.[26][27]
- Spedaletto (Pienza), war seit 1236 im Besitz von Santa Maria della Scala.